# Ad van Poppel
A.A.J. (Ad) van Poppel (Valkenswaard, 1940 - februari 2024) was een Nederlands politicus voor het CDA. Hij was namens deze partij burgemeester van de Noord-Brabantse gemeente Bergeijk van 1985 tot 1995, toen hij werd ontslagen wegens een beschuldiging van belangenverstrengeling.

## Levensloop
Van Poppel was aanvankelijk docent Nederlands, brugklas- en tweedeklasleider van het voormalige Hertog Jan College te Valkenswaard. Van 1978 tot 1980 was hij fractievoorzitter van het CDA in de Valkenswaardse gemeenteraad en enige tijd lid van de Provinciale Staten van Noord-Brabant. In 1980 werd hij wethouder van de gemeente Valkenswaard en tevens locoburgemeester. 
In januari 1986 werd hij burgemeester van Bergeijk. In 1991 kocht Van Poppel een stuk bouwgrond in het dorp Bergeijk en verwierf daarbij gratis enkele honderden vierkante meters extra grond. In 1995 schreef het Eindhovens Dagblad na een tip over deze "affaire". Ten gevolge hiervan werd hij in 1995 op voorstel van minister Dijkstal door de Kroon ontslagen vanwege "vermeende schijn van belangenverstrengeling door gelijktijdige onderhandelingen over zijn eigen grond en een door de gemeente te ontwikkelen bestemmingsplan".
Hij heeft in diverse rechtszaken (civiel, strafrechtelijk en bestuursrechtelijk) dit ontslag aangevochten. Van Poppel schreef hierover een tweetal boeken: "De gebroken keten" in 1999 en "Retour Bergeijk Graag" in 2005.
Vanaf 1992 tot en met 1995 was Van Poppel tevens waarnemend burgemeester van de gemeente Luyksgestel.
In zijn bestuurlijke jaren tussen 1980 en 1995 heeft Van Poppel diverse portefeuilles bekleed in regionale besturen en was hij onder de burgemeesters Gilles Borrie, Jos van Kemenade en Rein Welschen vicevoorzitter van het Samenwerkingsverband Regio Eindhoven-Kempenland. Hij was secretaris-penningmeester van de Regionale Brandweer Zuidoost-Brabant; vicevoorzitter van het voormalige gewest Streekorgaan Kempenland en Commissaris bij de Regionale Afvalverwerking RaZob. Hij vervulde gedurende tien jaar de functie van secretaris-penningmeester bij de OGB (Onderlinge Gemeentelijke Bosbrandverzekering), een samenwerkingsverband van gemeenten in Limburg, Noord-Brabant en Gelderland. 
Buiten het politieke werkgebied was Van Poppel in Valkenswaard actief als voorzitter van de hockeyclub HOD en als voorzitter van twee scholen voor Buitengewoon Onderwijs en de LTS. Hij werd ook voorzitter van de Stichting Platform Gehandicaptenbeleid in Valkenswaard. 
Hij overleed in 2024 op 83-jarige leeftijd.